# Styrian Indoor Bowl 2020
Lo Styrian Indoor Bowl 2020 è la 1ª edizione dell'omonimo torneo di football a 8 indoor.

## Squadre partecipanti
| Club                      | Città      | Stadio | Sponsor ufficiale | Risultato nella stagione 2019 |
| ------------------------- | ---------- | ------ | ----------------- | ----------------------------- |
| Carinthian Eagles         | Villaco    |        |                   |                               |
| Graz Giants (Future team) | Graz       |        |                   |                               |
| Styrian Bears             | Graz       |        |                   |                               |
| Styrian Hurricanes        | Stallhofen |        | Peicher - US cars |                               |
| Styrian Reavers           | Tillmitsch |        |                   |                               |
| Upper Styrian Rhinos      | Kapfenberg |        |                   |                               |

## Fase a gironi

### Calendario
| Graz 1º febbraio 2020 | Carinthian Eagles | 0 – 40 | Styrian Hurricanes | Raiffeisen Sportpark |

| Graz 1º febbraio 2020 | Styrian Bears | 38 – 19 | Upper Styrian Rhinos | Raiffeisen Sportpark |

| Graz 1º febbraio 2020 | Styrian Reavers | 0 – 21 | Carinthian Eagles | Raiffeisen Sportpark |

| Graz 1º febbraio 2020 | Upper Styrian Rhinos | 26 – 30 | Graz Giants | Raiffeisen Sportpark |

| Graz 1º febbraio 2020 | Styrian Hurricanes | 6 – 13 | Styrian Reavers | Raiffeisen Sportpark |

| Graz 1º febbraio 2020 | Graz Giants | 12 – 27 | Styrian Bears | Raiffeisen Sportpark |

### Classifiche
Le classifiche della regular season sono le seguenti:
- PCT = percentuale di vittorie, G = partite giocate, V = partite vinte,  P = partite perse, PF = punti fatti, PS = punti subiti

#### Girone 1
| Pos. | Squadra            | PCT  | G | V | N | P | PF | PS |
| ---- | ------------------ | ---- | - | - | - | - | -- | -- |
| 1    | Styrian Reavers    | .500 | 2 | 1 | 0 | 1 | 13 | 27 |
| 2    | Carinthian Eagles  | .500 | 2 | 1 | 0 | 1 | 21 | 40 |
| 3    | Styrian Hurricanes | .500 | 2 | 1 | 0 | 1 | 46 | 13 |

#### Girone 2
| Pos. | Squadra              | PCT   | G | V | N | P | PF | PS |
| ---- | -------------------- | ----- | - | - | - | - | -- | -- |
| 1    | Styrian Bears        | 1.000 | 2 | 2 | 0 | 0 | 65 | 31 |
| 2    | Graz Giants          | .500  | 2 | 1 | 0 | 1 | 42 | 53 |
| 3    | Upper Styrian Rhinos | .000  | 2 | 0 | 0 | 2 | 49 | 64 |

## Finale
| Graz 1º febbraio 2020, ore 21:00 | Styrian Reavers | 18 – 34 | Styrian Bears | Raiffeisen Sportpark |

## Verdetti
- Styrian Bears Vincitori dello Styrian Indoor Bowl 2020